# 吉祥寺北町
吉祥寺北町（きちじょうじきたまち）は、東京都武蔵野市の町名。現行行政地名は吉祥寺北町一丁目から吉祥寺北町五丁目。郵便番号は180-0001（武蔵野郵便局管区）。面積は1.44km2。

## 地理
武蔵野市北東部に位置する。西は市道（中央通り）を挟んで緑町、南西・南は東京都道7号杉並あきる野線（五日市街道）を挟んで西久保・中町・吉祥寺本町、東は東京都道113号杉並武蔵野線・東京都道116号関町吉祥寺線（合わせて吉祥寺通り）を挟んで吉祥寺東町、北は市道（西側は千川上水と並行）を挟んで練馬区立野町・関町南に隣接する。

### 河川
- 千川上水

### 地価
住宅地の地価は2017年（平成29年）1月1日の公示地価によれば吉祥寺北町1-12-8の地点で57万5000円/m2となっている 。

## 歴史
- 1962年（昭和37年）4月1日 - 武蔵野市内の町名整理が行われ、大字吉祥寺が吉祥寺北町・吉祥寺東町・吉祥寺本町・吉祥寺南町・御殿山・中町に分割される[6]。
- 1963年（昭和38年）5月1日 - 住居表示実施[6]。

## 世帯数と人口
2018年（平成30年）1月1日現在の世帯数と人口は以下の通りである。
| 丁目             | 世帯数    | 人口     |
| ---------------- | --------- | -------- |
| 吉祥寺北町一丁目 | 2,024世帯 | 3,793人  |
| 吉祥寺北町二丁目 | 1,487世帯 | 3,217人  |
| 吉祥寺北町三丁目 | 1,897世帯 | 4,117人  |
| 吉祥寺北町四丁目 | 1,562世帯 | 3,428人  |
| 吉祥寺北町五丁目 | 778世帯   | 1,786人  |
| 計               | 7,748世帯 | 16,341人 |

## 小・中学校の学区
市立小・中学校に通う場合、学区は以下の通りとなる
| 丁目             | 街区                                                             | 小学校                 | 中学校               |
| ---------------- | ---------------------------------------------------------------- | ---------------------- | -------------------- |
| 吉祥寺北町一丁目 | １５～31番                                                       | 武蔵野市立第四小学校   | 武蔵野市立第四中学校 |
| 吉祥寺北町一丁目 | その他                                                           | 武蔵野市立第四小学校   | 武蔵野市立第三中学校 |
| 吉祥寺北町二丁目 | 1〜6番                                                           | 武蔵野市立第四小学校   | 武蔵野市立第三中学校 |
| 吉祥寺北町二丁目 | その他                                                           | 武蔵野市立第四小学校   | 武蔵野市立第四中学校 |
| 吉祥寺北町三丁目 | 1〜4番 10番1〜12号 10番47〜79号 11〜14番 15番1〜3号 15番20〜34号 | 武蔵野市立第四小学校   | 武蔵野市立第四中学校 |
| 吉祥寺北町三丁目 | その他                                                           | 武蔵野市立大野田小学校 | 武蔵野市立第四中学校 |
| 吉祥寺北町四丁目 | 全域                                                             | 武蔵野市立大野田小学校 | 武蔵野市立第四中学校 |
| 吉祥寺北町五丁目 | 全域                                                             | 武蔵野市立大野田小学校 | 武蔵野市立第四中学校 |

## 交通

### 鉄道
| 隣接する街区の駅 |
| --- |
| JR中央線 JR中央・総武線各駅停車 京王井の頭線 - 吉祥寺駅(JC 11)(JB 02)(IN 17) JR中央線 JR 中央・総武線各駅停車 - 三鷹駅(JC12)(JB01) |

### バス
- 関東バス武蔵野営業所…が、周囲の路線を運行している。
- 西武バス上石神井営業所…が、周囲の路線を運行している。

### 道路

#### 東西方向
- 東京都道7号杉並あきる野線（五日市街道）
- 山桜通り
- 成蹊東門通り

#### 南北方向
- 東京都道113号杉並武蔵野線（吉祥寺通り）
- 東京都道116号関町吉祥寺線（吉祥寺通り）
- 中央通り
- 扶桑通り
- 鶴山小路
- 青葉小路
- 月見小路

## 施設

### 吉祥寺北町一丁目
- 武蔵野市福祉公社
- 吉祥寺北コミュニティセンター
- 北町保育園
- マルエツプチ吉祥寺店

### 吉祥寺北町二丁目
- 武蔵野市立第四小学校

### 吉祥寺北町三丁目
- 成蹊学園
  - 成蹊大学
  - 成蹊中学校・高等学校
  - 成蹊小学校
- むさしの自然観察園
- 濵家住宅西洋館（登録有形文化財）

### 吉祥寺北町四丁目
- 武蔵野市立大野田小学校
- 武蔵野市立中央図書館
- 武蔵野中央幼稚園・武蔵野中央第二幼稚園
- 武蔵野消防署
- 武蔵野年金事務所
- 武蔵野健康づくり事業団・健康づくり支援センター
- 武蔵野市第一浄水場

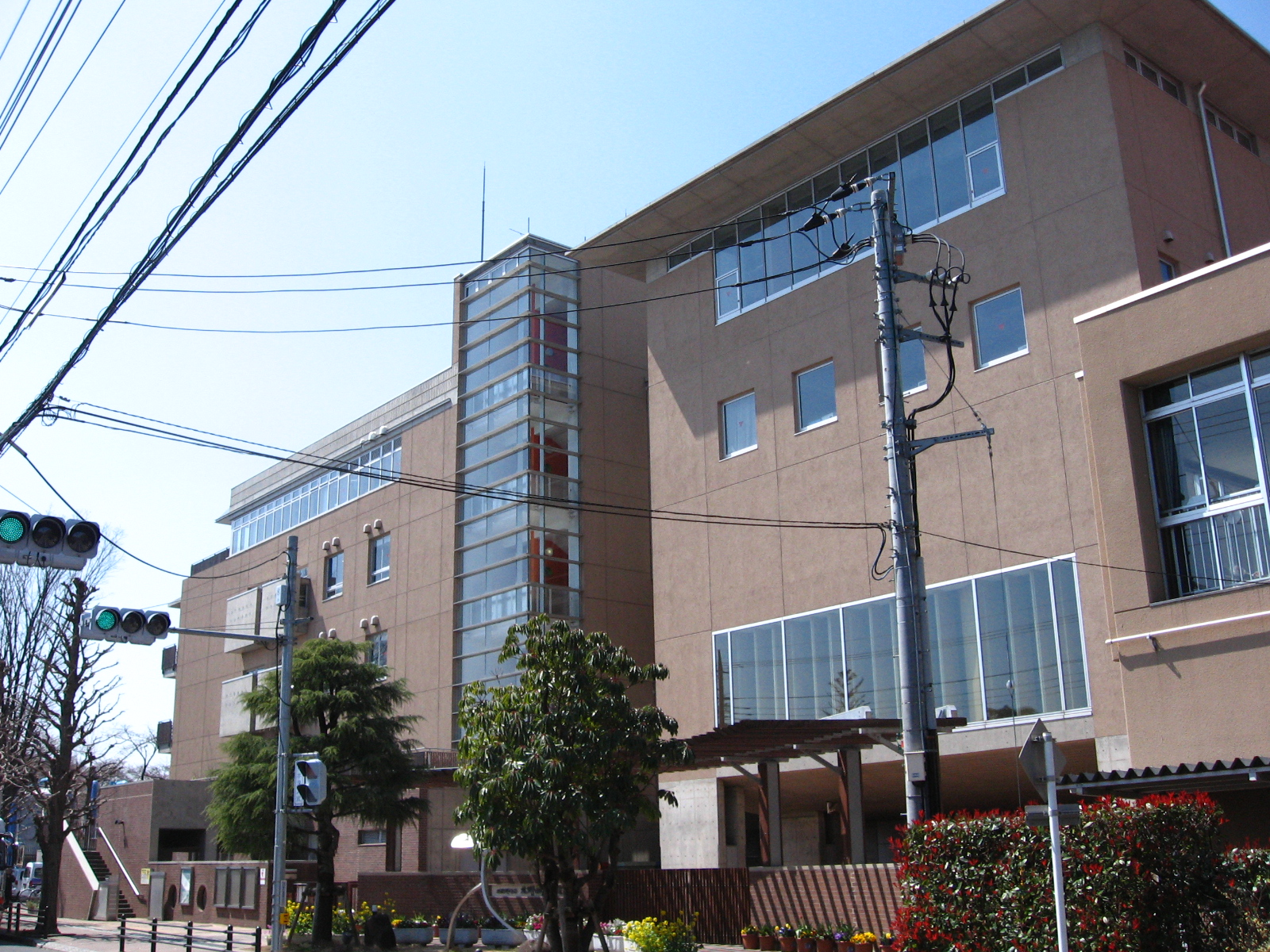
大野田小学校
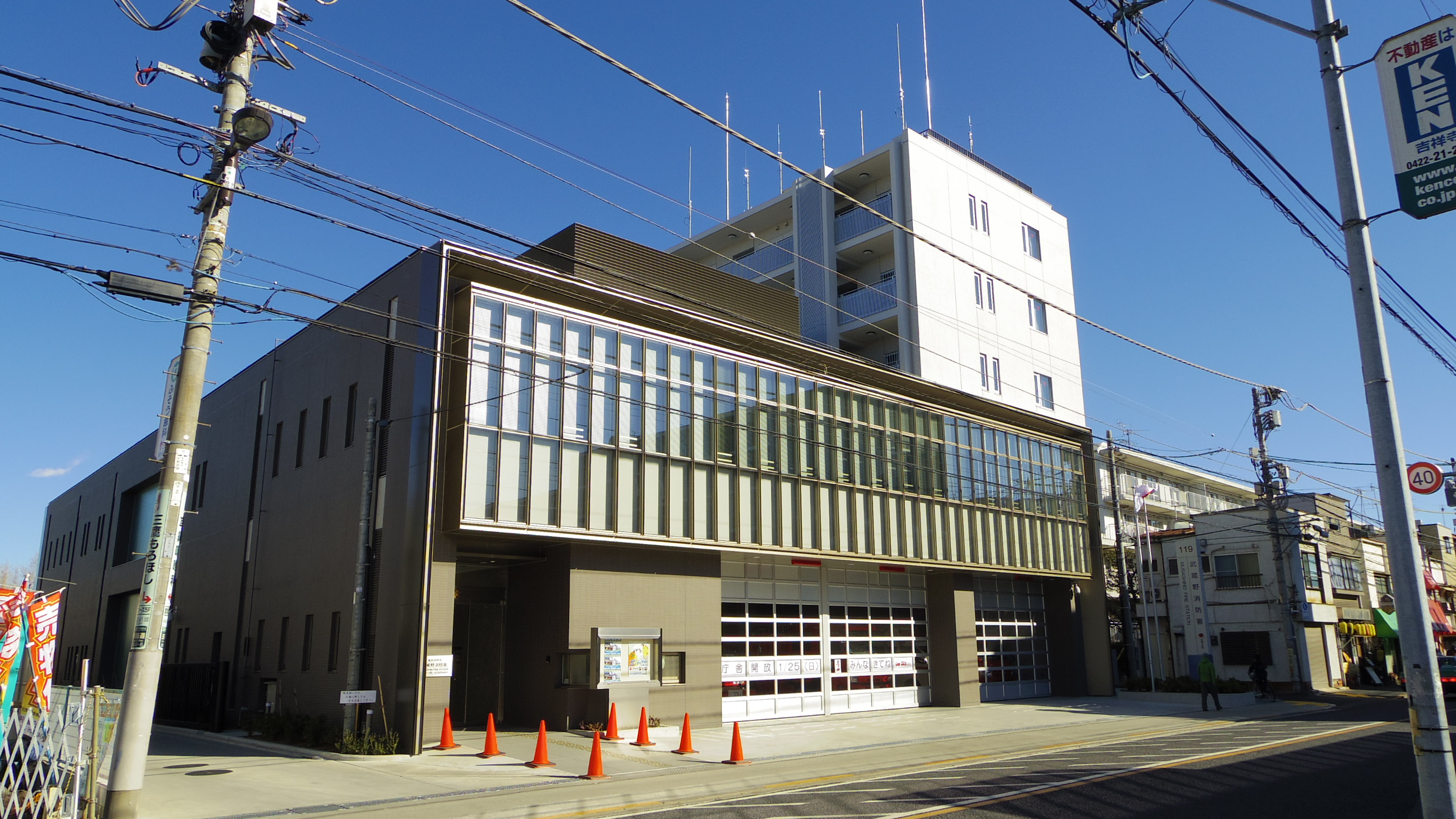
武蔵野消防署

### 吉祥寺北町五丁目

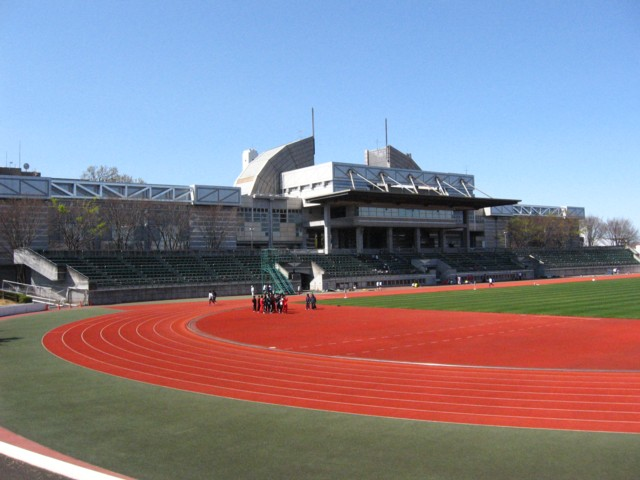
武蔵野総合体育館
- 武蔵野陸上競技場
- 武蔵野市営プール
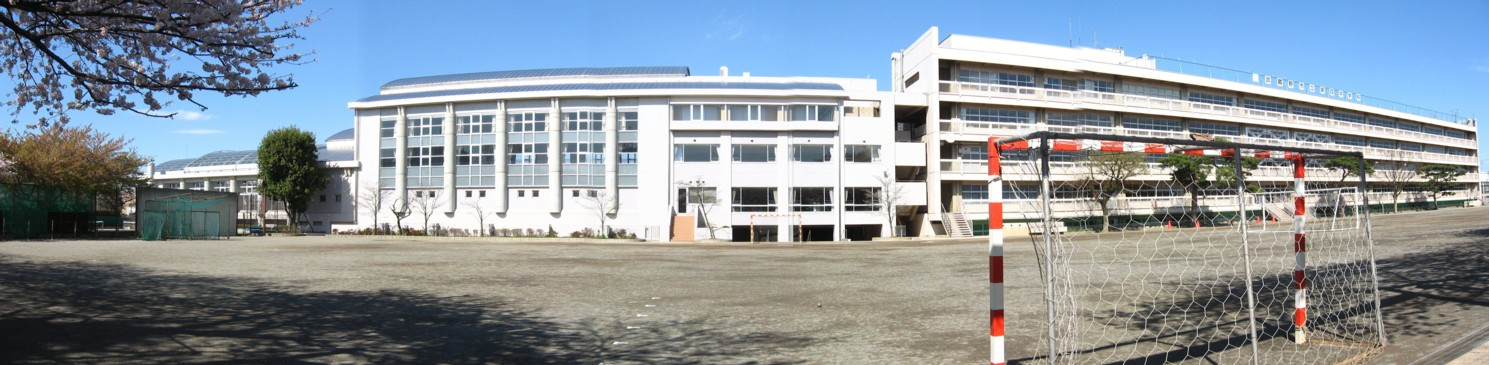
武蔵野市立第四中学校
- 武蔵野市立吉祥寺保育園
- けやきコミュニティセンター
- 吉祥寺北町郵便局

- 武蔵野総合体育館・陸上競技場
- 第四中学校

## 出身・ゆかりのある人物
- 松下玲子（政治家、前・武蔵野市長） - 住所が吉祥寺北町である[8]。
- 村山達雄（政治家） - 自民党政権下で大蔵大臣などを務め、「税制通」として知られた[9]。住所が吉祥寺北町5丁目である[9]。
- 伊藤蘭（女優、ナレーター、歌手）- 生家が吉祥寺北町にあった[10]。小学校低学年時に杉並区西荻北へ転居。